# 앨리게이터가아
앨리게이터가아(영어: Alligator gar, 학명: Atractosteus spatula)는 전골어류에 속하는 광염성 조기어류로, 아미아고기와 가장 밀접한 관련이 있다. 이 물고기는 레피소스테우스과에서 가장 큰 종이며 북아메리카에서 가장 큰 민물고기 중 하나이다. 화석 기록은 이 그룹의 존재를 1억 년 전 초기 백악기 시대로 거슬러 올라간다. 가르는 초기 조상들의 형태학적 특징, 예를 들어 상어의 소화 기관에도 흔한 나선형 판막 창자와 공기와 물 모두에서 숨을 쉴 수 있는 능력 등을 가지고 있기 때문에 종종 "원시 물고기" 또는 "살아있는 화석"이라고 불린다. 이들의 일반적인 이름은 특히 넓은 주둥이와 길고 날카로운 이빨을 가진 미시시피악어와 닮았기 때문에 유래되었다. 앨리게이터가아는 길이가 최대 3.0m까지 자랄 수 있다고 제안된다.
앨리게이터가아의 몸은 어뢰 모양으로 보통 갈색 또는 올리브색이며 밝은 회색 또는 노란색 배 표면으로 퇴색한다. 매우 드물게 멜라닌 수치가 높은 가에서 볼 수 있는 검은색도 있다. 이들의 비늘은 다른 물고기의 비늘과는 달리 뼈 모양의 마름모꼴 비늘로, 종종 톱니 모양의 가장자리가 있고 에나멜 같은 물질로 덮여 있다. 경린은 거의 뚫을 수 없으며 포식에 대한 뛰어난 보호 기능을 한다. 다른 가아 종과 달리, 앨리게이터가아의 윗턱에는 크고 날카로운 이빨이 이중으로 줄지어 있어 먹이를 침입하고 잡는 데 사용된다. 앨리게이터가아는 주로 물고기를 사냥하는 포식자를 매복시키지만, 물 표면에 떠다니는 기러기와 작은 포유류를 매복하여 먹기도 한다.
서식지 파괴, 무분별한 도태, 무제한 수확 등으로 인해 앨리게이터가아의 개체 수는 역사적 범위의 대부분에서 멸종되었다. 현재 개체 수는 주로 미국 남부 지역에 위치해 있으며 멕시코까지 분포하고 있다. 그들은 담수 호수와 늪에서부터 멕시코만의 기수 습지, 하구, 만에 이르기까지 다양한 염분에 적응할 수 있기 때문에 광염성으로 간주된다.

## 해부학

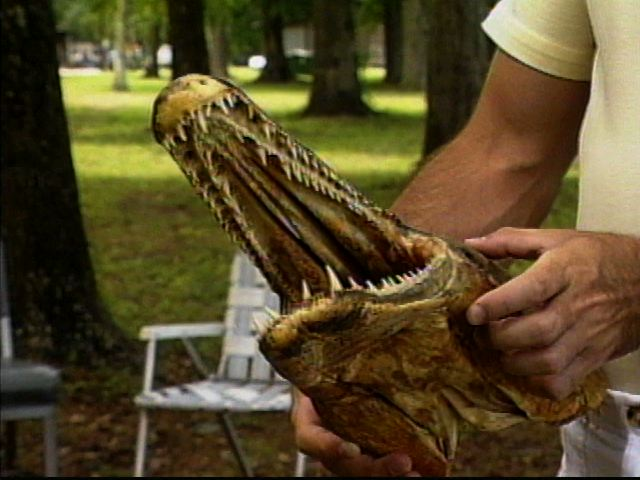
앨리게이터가아 머리의 보존된 모습

앨리게이터가아는 레피소스테우스과에서 가장 큰 종이며 북아메리카에서 발견되는 가장 큰 민물고기 중 하나이다. 성숙한 앨리게이터가아는 일반적으로 길이가 1.8m이고 무게는 45kg이 넘는다. 그러나 일화에 따르면 이들은 길이가 최대 3m까지 자랄 수 있으며 무게는 159kg에 달한다고 한다. 공식적으로 기록된 가장 큰 앨리게이터가아는 2011년 2월 14일, 미시시피주 빅스버그의 어부 케니 윌리엄스가 미시시피강 우각호에서 낚시를 하던 중 실수로 그물에 걸린 것이다. 윌리엄스는 버펄로피시를 발견할 것으로 예상하고 쇼타르 호수에서 그물을 끌어올리다가 그물에 얽힌 큰 앨리게이터가아를 발견했다. 이 가아의 길이는 2.572m, 무게는 148kg, 둘레는 120cm였다. 야생동물 관계자에 따르면 이 물고기의 나이는 50~70년 사이로 추정되었으며, 한 보고서에서는 가아의 나이가 최소 95세 이상일 것으로 추정했다. 윌리엄스는 잭슨에 있는 미시시피 자연과학 박물관에 기증하여 전시될 예정이다.
모든 가아들은 어뢰 모양의 몸을 가지고 있지만, 성체 앨리게이터가아의 몇 가지 독특한 특징으로는 큰 몸집, 무거운 몸, 넓은 머리, 짧고 넓은 주둥이, 크고 날카로운 이빨, 그리고 윗턱에 두 줄로 늘어선 이빨이 있다. 이들은 보통 갈색이나 올리브색을 띠며, 밝은 회색이나 노란색 배쪽 표면으로 희미해진다. 등지느러미와 뒷지느러미는 몸 뒤쪽을 향해 위치하며, 꼬리지느러미는 약칭 부등미 또는 비대칭이다.

## 생리학
앨리게이터가아는 아가미를 가지고 있지만, 다른 종의 물고기와 달리 아가미 호흡을 보충하는 고도로 혈관이 발달한 수영 방광 폐를 가지고 있다. 이 방광은 부력을 제공할 뿐만 아니라 공기 중에서도 숨을 쉴 수 있게 해준다. 이 능력 덕분에 앨리게이터가아는 산소가 부족하거나 저산소 상태인 정체되거나 공기가 충분히 통하지 않는 수역에 서식할 수 있으며, 대부분의 다른 물고기들은 물 속의 용존 산소 부족으로 질식해 죽게 된다. 수영 방광은 작은 공압 덕트를 통해 앞 장에 연결되어 있어 물 표면을 깨뜨릴 때 숨을 쉬거나 공기를 들이마실 수 있으며, 이는 더운 여름 동안 미국 남부의 호수에서 자주 볼 수 있는 현상이다.
앨리게이터가아의 비늘은 유연한 엘라스모이드 비늘을 가진 다른 물고기의 비늘과는 다르다. 가의 몸은 마름모꼴 모양의 유연하고 관절이 있는 경린으로 보호되며, 종종 톱니 모양의 가장자리가 있고 단단한 뼈 내부 층과 법랑질과 거의 동일한 단단한 가노인 외부 층으로 구성되어 있어 거의 뚫을 수 없다.

## 먹이
앨리게이터가아는 비교적 수동적이고, 외딴 물고기처럼 보이지만 탐욕스러운 매복 포식자이다. 앨리게이터가아는 기회주의적인 야간 포식자이며 주로 물고기를 잡아먹지만, 오리, 다른 새, 거북이, 그리고 수면 위에 떠 있을 수 있는 작은 포유류도 매복하여 먹는다. 앨리게이터가아의 매복 방법은 수면 아래 몇 피트 아래에 떠 있다가 의심하지 않는 먹이가 헤엄칠 때까지 기다리는 것이다. 그런 다음, 앨리게이터가아는 앞으로 달려가 쓸어내리는 동작으로 먹이를 잡아 날카로운 이빨 두 줄에 박는다.
식단 연구에 따르면 앨리게이터가아는 기회주의적인 어류이며, 선호하는 먹이원의 가용성에 따라 청소부도 마찬가지이다. 때때로 스포츠 물고기를 섭취하기도 하지만, 대부분의 위 내용물 연구에 따르면 이들은 주로 전어와 같은 먹이를 먹는 물고기와 무척추동물 및 물새를 먹는다. 그러나 앨리게이터가아의 기수역 개체군은 경두메기와 같은 물고기 외에도 푸른꽃게를 많이 먹는 것으로 알려져 있다. 식단 연구에 따르면 낚시 도구와 배 엔진 부품도 배 속에 있는 것으로 밝혀졌다.

## 산란
대부분의 조상 종과 마찬가지로 앨리게이터가아는 수명이 길고 성적으로 늦게 성숙한다. 대부분의 암컷은 생후 첫 10년이 지나서야 성적 성숙에 도달하는 반면, 수컷은 그 절반의 시간이 지나면 성적 성숙에 도달한다. 성공적인 산란이 이루어지기 위해서는 조건이 정확해야 한다. 산란 준비는 광주기가 길어지고 수온이 상승하면서 봄에 시작되지만, 사건을 촉발하기 위해서는 홍수도 필요하다. 범람원 위에 강이 솟아오르고 퍼지면 우각호와 수렁을 형성하고 육상 식생을 범람시켜 유충 물고기와 치어를 보호하고 영양이 풍부한 서식지를 제공한다. 수온이 20~28°C에 도달하고 다른 모든 기준이 충족되면 가아는 풀밭의 잡초가 우거진 얕은 곳으로 이동하여 산란한다.
실제 산란은 수컷이 육즙이 많은 암컷 주위에 모여 몸부림치고, 비틀고, 부딪히고, 암컷의 윗부분을 미끄러지기 시작할 때 발생하며, 이 활동이 알 방출을 유발한다. 수컷은 물기둥으로 방출될 때 수정을 위해 이리를 흐르게 방출한다. 그런 다음 끈적끈적한 알이 물에 잠긴 식물에 달라붙어 발달이 시작된다. 알이 유생 어류로 부화하는 데 며칠, 유생 어류가 식물에서 분리되어 어린 치어처럼 움직이기 시작하는 데는 열흘 정도만 더 필요하다. 알 생산은 다양하며 암컷의 크기에 따라 달라지는 것으로 알려져 있다. 암컷이 생산할 수 있는 알의 수를 예측하는 데 일반적으로 사용되는 공식은 체중 1그램당 4.1개의 알로, 산란당 평균 약 150,000개의 알을 낳다. 앨리게이터가아의 알은 밝은 빨간색이며 섭취하면 인간에게 독성이 있다.